# Jesús Mario Castro
Jesús Mario Castro (nacido el 22 de octubre de 1937) es un exfutbolista uruguayo. Se desempeñaba tanto de defensor como de mediocampista, y su primer club fue Sud América de Uruguay. También vistió la casaca de la Selección Uruguaya.

## Carrera
Este futbolista se desempeñaba preferentemente como mediocampista por izquierda, aunque también alternó como marcador de punta por ese mismo costado. Sus buenas actuaciones defendiendo la camiseta naranja de Sud América lo llevaron a ser convocado a la Selección de Uruguay, llegando a disputar el Campeonato Sudamericano 1957. En 1960, jugando entonces por Defensor Sporting, se consagró campeón de la Copa General Artigas, que unió por primera vez a los equipos montevideanos con los del resto del país en un mismo torneo. Convirtió un gol en la victoria de la última fecha del torneo ante Rampla Juniors. En 1961 fue contratado por Rosario Central. Disputó 13 encuentros con la casaca auriazul, debutando ante Boca Juniors el 16 de abril de ese año. El partido terminó 0-0 y el entrenador canalla era Enrique Lúpiz.

## Clubes
| Club              | País      | Año       |
| ----------------- | --------- | --------- |
| Sud América       | Uruguay   | 1956-1957 |
| Defensor Sporting | Uruguay   | 1960      |
| Rosario Central   | Argentina | 1961      |

## Selección nacional
Disputó el Campeonato Sudamericano 1957, con sede en Perú. Jugó un solo encuentro; fue ante Colombia, finalizado con derrota de su equipo 0-1.

### Participaciones en la Copa América
| Copa              | Sede | Resultado | PJ | Goles |
| ----------------- | ---- | --------- | -- | ----- |
| Sudamericano 1957 | Perú | 4° puesto | 1  | 0     |

#### Detalle de partidos
| Fecha | Estadio          | Rival    | Resultado |
| ----- | ---------------- | -------- | --------- |
| 17-03 | Nacional de Lima | Colombia | 0-1       |

## Palmarés
| Equipo            | País    | Título               | Año  |
| ----------------- | ------- | -------------------- | ---- |
| Defensor Sporting | Uruguay | Copa General Artigas | 1960 |